# París-Roubaix 1979
La 77.ª edición de la París-Roubaix tuvo lugar el 8 de abril de 1979 y fue ganada en solitario por el italiano Francesco Moser por segundo año consecutivo.

## Clasificación final
| Posición | Ciclista              | Equipo                   | Tiempo     |
| -------- | --------------------- | ------------------------ | ---------- |
| 1        | Francesco Moser       | Sanson-Luxor TV          | 6h 17' 28" |
| 2        | Roger de Vlaeminck    | Gis Gelati               | + 40"      |
| 3        | Hennie Kuiper         | Peugeot-Esso-Michelin    | m. t.      |
| 4        | Joop Zoetemelk        | Miko-Mercier-Vivagel     | m. t.      |
| 5        | Jan Raas              | TI-Raleigh-McGregor      | + 2' 14"   |
| 6        | Willy Teirlinck       | Kas-Campagnolo           | + 2' 17"   |
| 7        | Walter Planckaert     | Mini Flat-V.D.B.-Pirelli | m. t.      |
| 8        | Marc Demeyer          | Flandria-Ça va Seul      | m. t.      |
| 9        | Fons de Wolf          | Boule d'Or-Lano-Colnago  | + 2' 27"   |
| 10       | Etienne van der Helst | Kas-Campagnolo           | m. t.      |